# Jami (programari)
El Jami (anteriorment GNU Ring i SFLphone) és un programari de telecomunicacions compatible amb SIP i un missatger instantani basat en SIP per a GNU/Linux, Microsoft Windows, Apple macOS i Android. Desenvolupat i mantingut per l'empresa canadenca Savoir-faire Linux, i amb l'ajuda d'una comunitat global d'usuaris i col·laboradors, és considerat com un potencial reemplaçament lliure de Skype. Jami és lliure i de codi obert, publicat sota la llicència pública general GNU. El novembre de 2016 esdevingué part del Projecte de GNU.
El programari ofereix dos tipus de compte possibles, tot i que també en permet configurar d'altres si es necessiten. Ambdós tipus ofereixen característiques similars incloent-hi missatgeria, vídeo i àudio. Els tipus de compte són SIP i Ring. Un compte de SIP habilita el programari per connectar a un servidor de SIP estàndard. Per altra banda, un compte de Ring pot enregistrar (o utilitzar un compte ja configurat) en la xarxa descentralitzada, que no requereix cap servidor central.
Adoptant taules de hash distribuït tal com fa la xarxa BitTorrent, aquest programari crea la seva xarxa pròpia per distribuir funcions de directori, autenticació i xifrat a través de tots els sistemes connectats a Jami.
Hi ha paquets d'instal·lació disponibles per a totes les distribucions de GNU/Linux importants incloent-hi Debian, Fedora, i Ubuntu. KDE i GNOME disposen de versions diferenciades. La documentació és disponible al wiki Tuleap Ring.

## Història
Jami era conegut anteriorment com a SFLphone, i era un dels pocs programaris de telefonia per a GNU/Linux compatibles amb PulseAudio. La documentació d'Ubuntu el recomanava per a l'ús empresarial gràcies a les seves característiques de conferència i transferència de trucades. El 2009, la revista CIO magazine va llistar SFLphone entre els cinc millors softphones per a VoIP de codi obert a tenir en compte.
El programari manté la compatibilitat amb SIP alhora que afegeix una nova plataforma de comunicació que no requereix servidors centralitzats per establir comunicació.

## Disseny
Jami està basat en un model MVC, amb un dimoni (el model) i un client (la vista) comunicant-se. El dimoni controla tot el processament que inclou capa de comunicació (IAX/SIP), captura d'àudio i playback, etcètera. El client és una interfície gràfica d'usuari. D-Bus pot actuar com el controlador que habilita la comunicació entre el client i el dimoni.

## Característiques
- Compatible amb SIP suport d'OpenDHT[8][9]
- Nombre de trucades il·limitades
- Missatgeria instantània
- Històric cercable de trucades
- Gravació de trucada[8]
- Transferència de trucada assistida
- Contestador automàtic
- Retenció de trucades
- Àudio i trucades de vídeo amb àudio múltiple[8] i experimentalment videoconferència[10]
- Suport d'àudio multicanal (experimental)
- Retransmissió d'arxius de vídeo i àudio durant una trucada
- Suport de TLS i SRTP
- Diferents còdecs d'àudio i veu: G711u, G711un, GSM, Speex (8, 16, 32 kHz), Opus, G.722 (detecció de silenci amb Speex)[8]
- Capacitat de tenir múltiples comptes SIP, amb un STUN per compte i subscripció de presència SIP
- Suport de per a la marcació per tons
- Control automàtic de guany
- Assistent de compte
- Dreceres globals de teclat
- Utilització de FLAC i Vorbis com a to de trucada[10]
- Notificacions en l'escriptori: nombre de missatges al contestador, trucades entrants, missatges d'informació
- Re-convidar a SIP
- Integració de llibreta d'adreces a GNOME i KDE
- Suport de PulseAudio
- Suport de Jack Audio Connection Kit
- Llengües locals suportades: francès, anglès, rus, alemany, xinès, espanyol, italià i vietnamita
- Obertura automàtica de URLs entrants.
- Xifratge punt a punt per als xats textuals, videoconferències i trucades[11]
- Descentralitzat